# Štefan Kišš
Štefan Kišš (* 23. července 1982 Kežmarok) je slovenský ekonom a politik, od roku 2023 poslanec Národní rady SR za Progresívne Slovensko.

## Život
Narodil se v červenci 1982 v Kežmarku. Vystudoval mezinárodní vztahy na Ekonomické univerzitě v Bratislavě, na Univerzitě v Rotterdamu navíc získal titul MSc. v oboru mezinárodní ekonomie. Poté pracoval jako novinář v Hospodářských novinách. Až do roku 2016 se živil jako pracovník na Institutu finanční politiky a v letech 2016 až 2022 jako ředitel Útvaru hodnoty za peniaze na slovenském ministerstvu financí, působil i při zastoupení Slovenska při Evropské unii v Bruselu. V roce 2016 se spolu s pozdějším premiérem Ľudovítem Ódorem podílel na publikaci zvané Najlepší z možných svetov pre Slovensko. 
Ve volném čase se rád věnuje sportu, zejména fotbalu, jízdě na kole a lyžování.

### Politické působení
V listopadu 2022 se stal členem Progresivního Slovenska na popud předsedy hnutí Michala Šimečky. Později se navíc stal členem předsednictva hnutí. V parlamentních volbách na Slovensku v roce 2023 kandidoval na 11. místě kandidátní listiny Progresivního Slovenska, přičemž získal 20 697 preferenčních hlasů a stal se tak poslancem Národní rady. Poté začal působit ve výboru NR SR pro finance a rozpočet.